# Kerstin Spittler

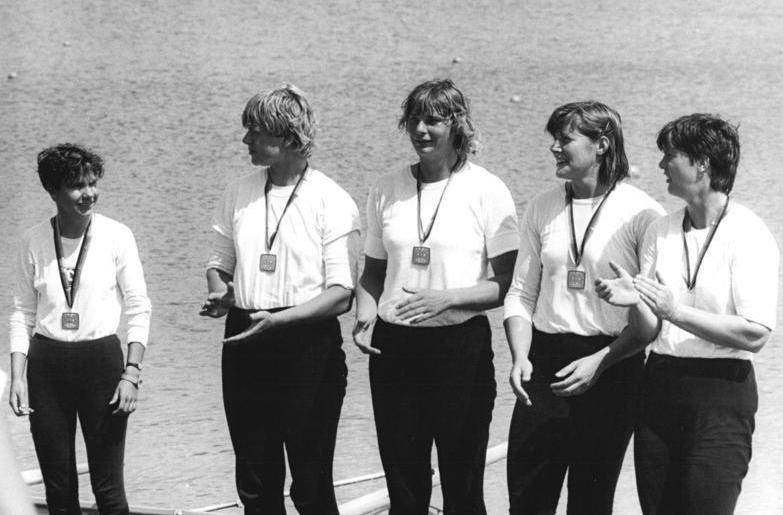
Der DDR-Meister im Vierer mit Steuerfrau von 1985 von rechts nach links: Carola Lichey, Steffi Götzelt, Jutta Abromeit, Kerstin Spittler und Steuerfrau Daniela Neunast

Kerstin Spittler (* 16. Dezember 1963 in Waldenburg, DDR) ist eine ehemalige Ruderin aus der Deutschen Demokratischen Republik.
Kerstin Spittler startete für die SG Dynamo Potsdam. 1981 war sie Juniorenweltmeisterin mit dem Achter. 1982 belegte sie zusammen mit Carola Lichey den zweiten Platz bei den DDR-Meisterschaften im Zweier ohne Steuerfrau.
Der Vierer in der Besetzung Carola Lichey, Steffi Götzelt, Jutta Abromeit und Kerstin Spittler und Steuerfrau Daniela Neunast siegte 1985 sowohl bei den DDR-Meisterschaften als auch bei den Weltmeisterschaften. 1986 saßen Kerstin Spittler, Beatrix Schröer, Corinna Scheid, Carola Lichey und Steuerfrau Sylvia Müller im DDR-Vierer und gewannen bei den Weltmeisterschaften Silber hinter dem rumänischen Boot. 1986 und 1988 gewann Kerstin Spittler zwei DDR-Meistertitel im Achter. Bei den Ruder-Weltmeisterschaften 1987 belegte sie mit dem Achter den vierten Platz. Bei den Olympischen Spielen 1988 trat Kerstin Spittler zusammen mit Katrin Schröder an und belegte den vierten Platz im Zweier ohne Steuerfrau.